# Martin Osterland
Martin Osterland (* 22. Februar 1937 in Köthen) ist ein deutscher Soziologe.

## Leben
Nach der Promotion an der Universität Göttingen 1969 wurde er 1975 Professor für Soziologie in Bremen.

## Schriften (Auswahl)
- Gesellschaftsbilder in Filmen. Eine soziologische Untersuchung des Filmangebots der Jahre 1949 bis 1964. Stuttgart 1970, OCLC 780605939.
- Materialien zur Lebens- und Arbeitssituation der Industriearbeiter in der BRD. Ein Forschungsbericht. Frankfurt am Main 1973, ISBN 3-434-00211-1.
- mit Ulrich Mergner und Klaus Pelte: Arbeitsbedingungen im Wandel. Eine Literaturstudie zur Entwicklung von Belastungen und Qualifikationsanforderungen in der BRD. Göttingen 1975, ISBN 3-509-00850-2.
- mit Roland Bogun und Günter Warsewa: „Was ist überhaupt noch sicher auf der Welt?“ Arbeit und Umwelt im Risikobewußtsein von Industriearbeitern. Berlin 1990, ISBN 3-89404-316-4.

| Personendaten    | Personendaten       |
| ---------------- | ------------------- |
| NAME             | Osterland, Martin   |
| KURZBESCHREIBUNG | deutscher Soziologe |
| GEBURTSDATUM     | 22. Februar 1937    |
| GEBURTSORT       | Köthen              |